# Djokhar Dudaiev
Džokhar Musaevič Dudaev (em checheno: Дудин Муса кант Жовхар; em russo: Джохар Мусаевич Дудаев) (Yalkhori, 15 de fevereiro de 1944 – Gekhi-Chu, 21 de abril de 1996) foi um militar e político russo de etnia chechena. Foi anteriormente um general da aviação soviética e, em seguida, líder político, primeiro presidente da República da Chechênia, um Estado do Cáucaso setentrional.

## Juventude e carreira militar
Nasceu em fevereiro de 1944 durante a deportação forçada da sua família junto a todas as outras do povo checheno, inguches, bálkaro, calmuco, tártaro e de outras nações menores, segundo as ordens de Stalin. Do seu vilarejo natal de Yalkhoroi, na República Autônoma Socialista Soviética (RASS) da Chechênia-Inguchétia, transcorreu os seus primeiros 13 anos de vida no exílio, na República Socialista Soviética do Casaquistão.
Depois do repatriamento dos chechenos e inguches, em 1957, estudou e se diplomou eletricista. Em 1962, após dois anos estudando eletrônica em Vladikavkaz, entrou na Escola Superior de Aviação Militar para Pilotos, de Tambov, na qual se laureou em 1966. Se presume que tenha oficialmente camuflado a sua origem étnica, declarando-se osseta para evitar possíveis discriminações enquanto checheno. Dudayev entrou no Partido Comunista da União Soviética, em 1968, e de 1971 a 1974, estudou na prestigiosa Academia Aeronáutica Gagarin. Se esposou com Alla, uma poetisa russa com qual teve três filhos.
Dudayev serviu em uma unidade de bombardeiros da Aeronáutica Soviética na Sibéria e Ucrânia, e tomou parte da invasão soviética do Afeganistão. Mudou rapidamente de papel, assumindo, em 1987, o comando da base aérea da Aeronáutica Militar Soviética, em Tartu, na Estônia, com grau de General Maior. Dudayev aprendeu o estoniano e demonstrou grande tolerância pelo nacionalismo da Estônia ignorando as ordens de atacar a televisão estatal e o parlamento, enviando, ao invés, uma cozinha militar ao campo. Em 1990, a sua divisão aérea foi retirada da Estônia e Dudayev se demitiu do exército soviético, embora não tenha deixado formalmente nunca o Partido Comunista.

## Política chechena
Em maio de 1990, Dudayev retornou a Grozny, a capital da Chechênia, para se dedicar à vida política local. Foi eleito chefe do Comitê Executivo de oposição não oficial, o Congresso da Nação Chechena (NCChP), que invocava a soberania da Chechênia como República da União Soviética (a RASS de Chechênia-Inguchétia tinha um estatuto de república autônoma da República Socialista Soviética Federada Russa).
Em agosto de 1991, Doku Zavgayev, o líder comunista da RASS de Chechênia-Inguchétia, expressou publicamente o próprio suporte para o falido golpe de estado contra o presidente soviético Michail Gorbachev. Após a falência do pustch, a União Soviética começou rapidamente a desagregar. Aproveitando-se da implosão soviética, Dudayev e seus seguidores se insurgiram contra a administração de Zavgayev. Em 6 de setembro de 1991, militantes do NCChP invadiram uma sede do Soviet Supremo local, derrubando assim o governo da RASS da Chechênia-Inguchétia. Foram também ocupadas a estação televisiva de Grozny e outros edifícios governamentais.

## Presidente da Chechênia

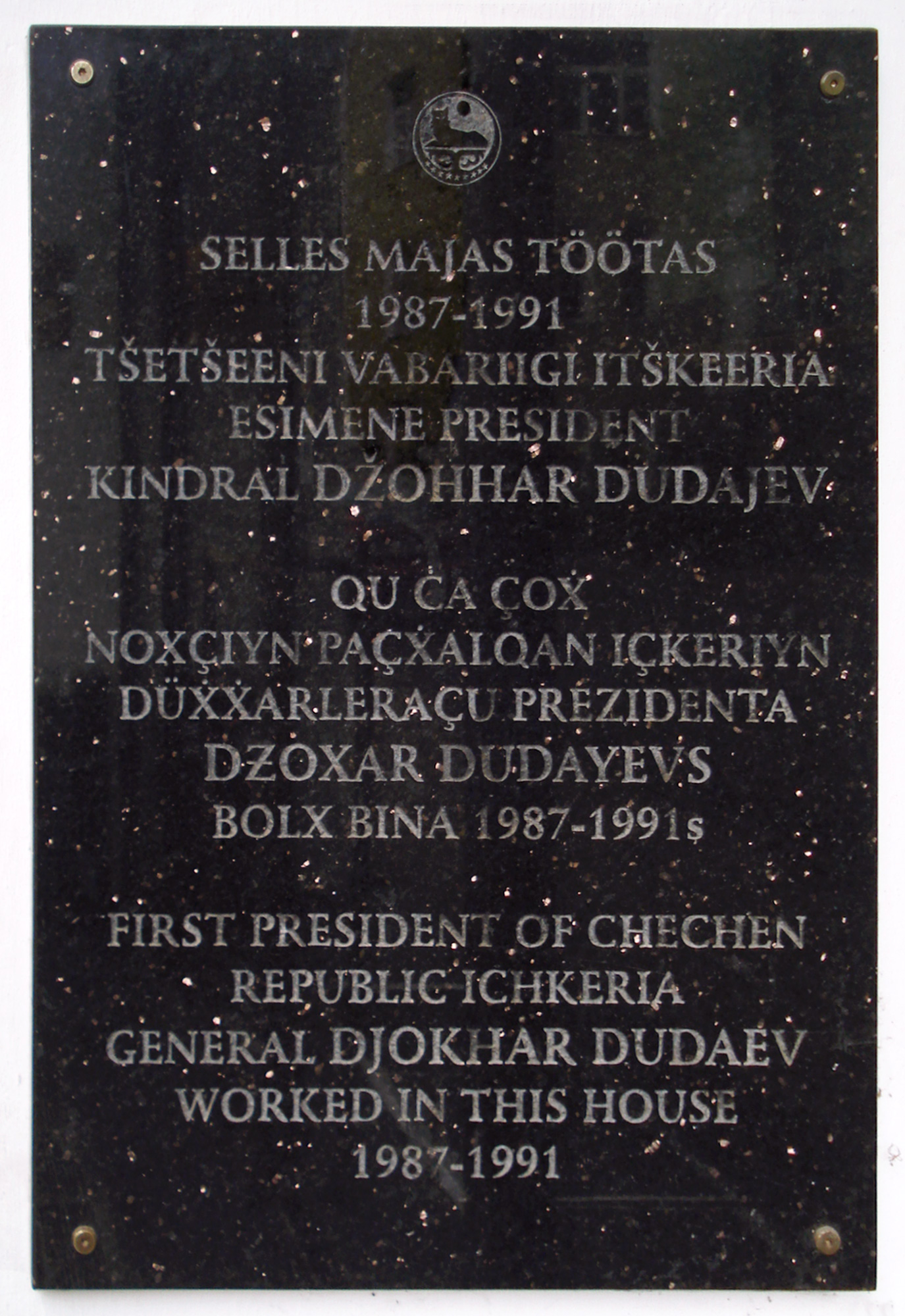
Placa em Tartu

Após um controverso referendo em outubro de 1991 que confirmou a eleição de Dudayev para presidente, ele declarou unilateralmente a soberania da república e a sua independência da União Soviética. Em novembro de 1991, o presidente russo Boris Yeltsin enviou tropas a Grozny, mas foram retiradas quando as forças de Dudayev os impediram de sair do aeroporto. A Rússia se recusou a reconhecer a independência, mas hesitou em usar a força contra os separatistas. A República da Chechênia-Inguchétia havia se tornado um estado independente de facto.
Inicialmente o governo de Dudayev teve relações diplomáticas com a Geórgia, recebendo amplo suporto moral do primeiro presidente georgiano Zviad Gamsakhurdia. Quando Gamsakhurdia foi derrubado ao fim de 1991, lhe foi concedido asilo na Chechênia. Enquanto residia em Grozny, o ex-líder georgiano contribuiu também para a organização da primeira Conferência Caucásica, na qual participaram grupos independentistas de toda a região. A Chechênia não teve nunca nenhum reconhecimento diplomático de algum outro Estado fora a Geórgia em 1991.
A República da Chechênia-Inguchétia se separou em duas em junho de 1992, durante o crescente conflito osseta-inguchétio. Depois que a Chechênia havia anunciado a própria declaração de soberania, em 1991, a região da Inguchétia escolheu se unir à Federação Russa como entidade federal (República Autônoma da Inguchétia). A região permanecente como Ichkéria (Chechênia) declarou plena independência em 1993. No mesmo ano foi abolido o ensino da língua russa nas escolas chechenas e foi anunciado que a língua chechena seria escrita em alfabeto latino com a adição de alguns caracteres chechenos, ao contrário do alfabeto cirílico imposto pelo governo soviético durante os anos 1930. O governo começou também a estampar a própria moeda e os selos. Um dos primeiros decretos de Dudayev foi dar a cada homem o direito de portar armas.
As escolhas políticas de Dudayev a favor da independência começaram logo a minar a economia local e, segundo os observadores russos, transformou a região em um paraíso criminal. A população de etnia diversa da chechena deixou a república por conta das ameaças por parte da criminalidade que o governo tratava com indiferença. Em 1993, o parlamento checheno tentou organizar um referendo sobre a fidelidade pública em Dudayev, dado que havia falhado na consolidação da independência da região. O parlamento se dissolveu juntamente a outros órgãos do poder. A partir do verão de 1994, grupos armados de oposição, que podiam contar com apoio militar e financeiro russo tentaram repetidamente, mas sem sucesso, depor Dudayev à força.
Em 1 de dezembro de 1994 os russos começaram a bombardear o aeroporto de Grozny e destruíram a aviação militar chechena, constituída por aviões de adestramento soviéticos requisitados pela República Chechena em 1991. Em resposta, a Chechênia declarou guerra à Rússia e mobilizou o próprio exército. Em 11 de dezembro de 1994, cinco dias depois que Dudayev e o ministro da defesa russo Pavel Gračëv haviam feito um acordo para evitar o uso da força, as tropas russas invadiram a Chechênia. Um dos dois filhos homens de Dudayev foi morto no curso de uma operação militar no início da guerra.
Antes da caída de Grozny, Dudayev abandonou o Palácio Presidencial da capital, se dirigiu ao sul com seu exército e continuou a conduzir a guerra em 1995, provavelmente de um posto balístico perto de Vedeno, a capital histórica da Chechênia. Continuou a insistir que as suas forças prevaleceriam após o fim da guerra convencional, e os guerrilheiros chechenos continuaram a operar em todo o país atacando as unidades russas e desmoralizando os soldados inimigos. Uma Jihad contra a Rússia foi declarada por Akhmad Kadyrov, nomeado por Dudayev, Mufti da Chechênia, e numerosos voluntários estrangeiros começaram a chegar na república, a maioria proveniente das repúblicas muçulmanas do Cáucaso Setentrional, como o Daguestão. A popularidade de Dudayev nos estados bálticos, especialmente na Estônia, foi também uma das razões do mito criado em torno de sua figura.

## Morte e herança
Dudayev foi morto em 21 de abril de 1996, por dois mísseis guiados com um laser enquanto usava um telefone a satélite, depois que a sua chamada foi interceptada por um avião de recognição russo. Parece que naquele momento estava falando com um deputado liberal da Duma de Moscou, Konstantin Borovoj. Foram assim enviados outros aviões, um SR-24 MR e um Su-25, para localizar Dudayev e disparar um míssil guiado. Os detalhes da operação não foram nunca revelados pelo governo russo: todavia, se sabe que os aviões de recognição da zona estavam tendo o controle das comunicações via satélite por algum tempo, tentando comparar a voz de Dudayev às gravações dos seus discursos. Foi também dito que Dudayev foi morto por um ataque conjunto. Embora os Estados Unidos condenem os homicídios, existe uma teoria de um complô segundo o qual a NSA foi implicada neste caso, fornecendo um dos próprios satélites SIGINT como ajuda na triangulação.
A morte de Dudayev foi anunciada interrompendo as transmissões de Shamil Bassaiev, comandante da guerrilha chechena. O sucessor de Dudayev foi o seu vice-presidente Zelimkhan Yandarbiyev, como presidente interino, e em seguida, depois das eleições populares de 1997, o seu chefe de estado maior durante a guerra, Aslan Maskhadov. A Džokhar Dudaev, sobreviveram a mulher, Alla Dudaeva, e o filho mais jovem, Tegi Dudayev. Tinha 52 anos.